# الذراع (البيضاء)
الذراع هي إحدى قرى الجمهورية اليمنية. وهي تتبع جغرافيًا لمحافظة البيضاء. وإداريًا لمديرية ردمان. يبلغ تعداد سكانها 953 نسمة حسب الإحصاء الذي جرى عام 2004.